# Delopleurus janssensi
Delopleurus janssensi là một loài bọ cánh cứng trong họ Bọ hung (Scarabaeidae).